# 第二血跡探案
《第二血跡探案》是柯南·道爾所著的福爾摩斯探案的56個短篇故事之一，收錄於《福爾摩斯歸來記》。

## 故事簡介
英國國會的一位重臣遺失了一封機密的外交文件，首相因此向福爾摩斯求助。福爾摩斯鎖定了三位國際間諜，其中一位在調查期間離奇死亡，福爾摩斯更加肯定這人與偷信案有關。不過更離奇的是，過了一段時間，此影響英國國勢的外交文件仍未流出政壇，令福爾摩斯深信仍在死者的手上。於是他繼續調查死者的住所，發現一名女子曾借故進入兇案現場並偷走了文件。經過了一番遊說，終於令這名女子交還信件，而這名女子正是該重臣的妻子。